# Principado de Riazã
Principado de Riazã (em russo:  Рязанское княжество) ou Grão-Ducado de Riazã (em russo:  Ряза́нское вели́кое кня́жество) foi um estado feudal russo medieval que existiu do século XII ao início do século XVI no Médio Oka.
Inicialmente, a Terra de Riazã fazia parte do Principado de Murom, que, por sua vez, de 1024 a 1127, fazia parte do Principado de Chernigov. Um principado separado com sua capital em Murom, e depois a partir de 1150 em Velha Riazã, é referido na historiografia como o Principado de Murom-Riazã. Logo após a transferência da capital para Riazã em meados do século XII, ocorreu uma divisão no Principado de Murom e no Principado de Riazã, com Riazã como sua capital. Após a invasão mongol (1237-1241), os Principados Murom e Riazã finalmente se separaram. A capital do Principado de Riazã foi transferida para Pereiaslávia-Riazã. Desde o século XIV - Grão-Ducado de Riazã.